# Kitera
Kitira, Kitera, Kythera (grčki: Κύθηρα) je grčki otok pred jugoistočnim vrhom Peloponeza. Nalazi se u sastavu periferije Atika. Ukupna površina otoka, koji je također poznat pod talijanskim nazivom Cerigo, iznosi 285 km². Zbog nerazvijenosti otoka, većina stanovnika je uglavnom iselila, najviše u Australiju. Na otoku danas živi nešto više od 3400 ljudi, dok ih je 1864. godine bilo oko 14.500.

## Povijest
Prvi tragovi naseljavanja postoje još iz ranoeladskog razadoblja (2500. – 1900. prije Krista). Herodot je izvještavao, da su Feničani na ovom otoku uveli obožavanje boginje Afrodite, ali za takvo nešto ne postoje arheološki dokazi. Vjerojatno je ova feničanska Afrodita bila identična Astarte, jednoj od boginja semitskih naroda.
Jako rano Kitera je dobila na značaju kroz trgovinu s purpurom. Postoje dokazi trgovine s Egiptom oko 2450. godine prije Krista, s Mezopotamijom od 1750. prije Krista. Homer je označio Kiteru kao samostalni otok. Kasnije, ona je pripadala Argosu a od sredine 6. stoljeća prije Krista osvojila ju je Sparta. Ovaj otok je imao veoma važan strateški položaj pa se prilikom peloponeskog rata vodila žestoka borba oko njega.
U srednjem vijeku, kada je Kiteru osvojila Venecija na antičkom Akropolis sagrađen je grad Paliochora), koji je u svom najjačem cvatu posjedovao ogromno bogatstvo. Iako su zidine ovoga grada izgledale kao neosvojive, Pirat Barbarosa je osvojio i uništio grad 1537. godine.
U grčkoj mitologiji Kitera je (pored Kipra) otok Afrodite. Boginja ljubavi je tu rođena iz morske pjene i izašla na otok. Uspomeni na ovaj mit Antoine Watteau je posvetio dvije svoje slike pod nazivom "Ukrcavanje za Kiteru", a one se danas nalaze u Louvreu i gradskom muzeju u Berlinu.
Sva naselja ovog otoka spadaju pod općinu Kitera.

## Naselja
- Ajas Pelagija Kitera, Luka
- Ajos Ilias
- Antikitera na otoku Antikitera, nezavisna općina
- Aroniadika
- Avlemonas
- Harhaliana, na otoku Antikitera
- Diakofti, luka
- Fracia
- Frilijanika
- Galaniana, na otoku Antikitera
- Gerakarja
- Kalamos
- Kapsali
- Karavas
- Karvunades
- Keramoto
- Kontolianika
- Kitera Hora, glavno mjesto
- Livadi, lijep poslovni centar otoka
- Katuni
- Logotetianika
- Luriantianika
- Milopotamos
- Mitata
- Picinianika
- Potamos
- Statianika
- Viaradika
- Vuno

## Vanjske poveznice
- Kythira.gr